# Packard

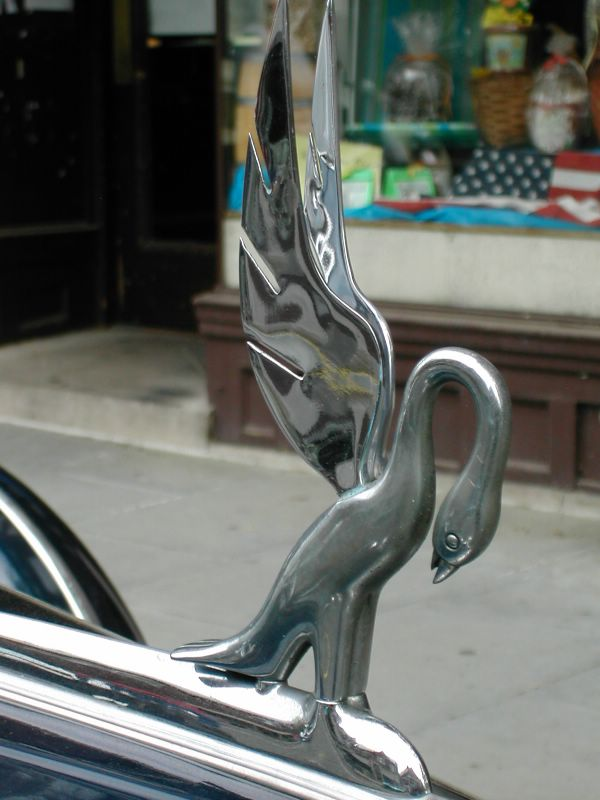
Packards ornament: een pelikaan

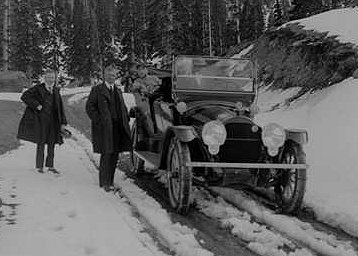
Packard 6 uit 1913

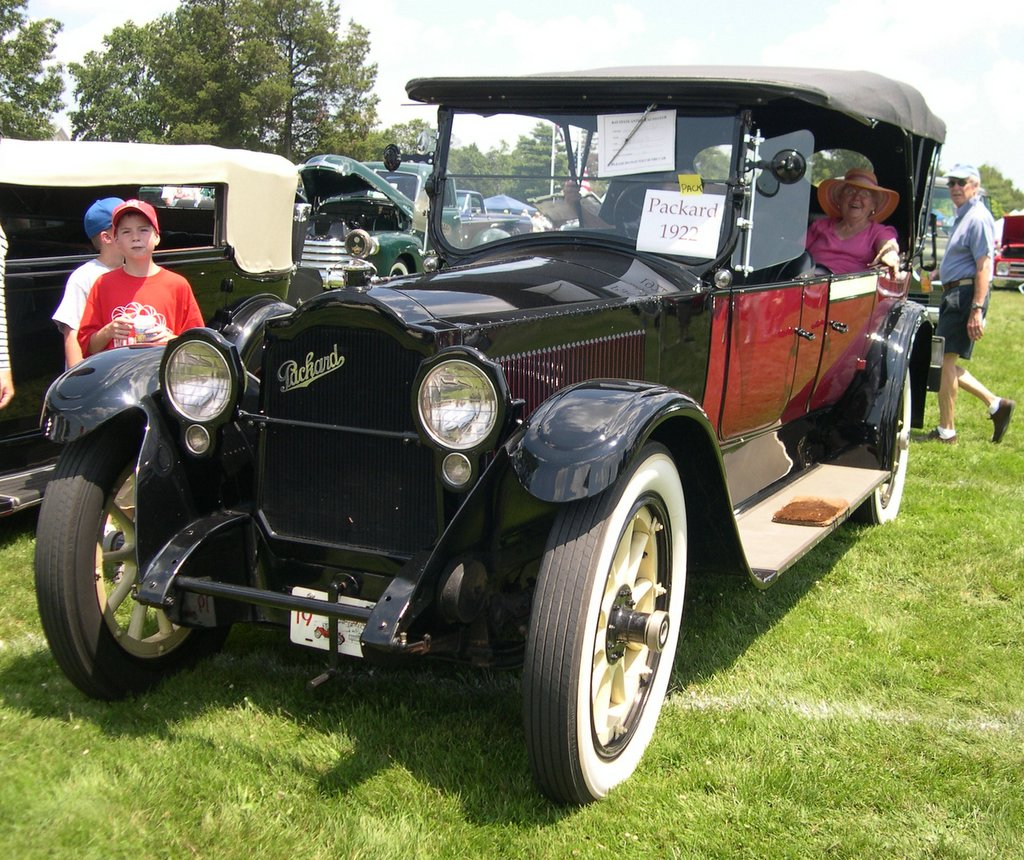
Packard Phaeton uit 1922

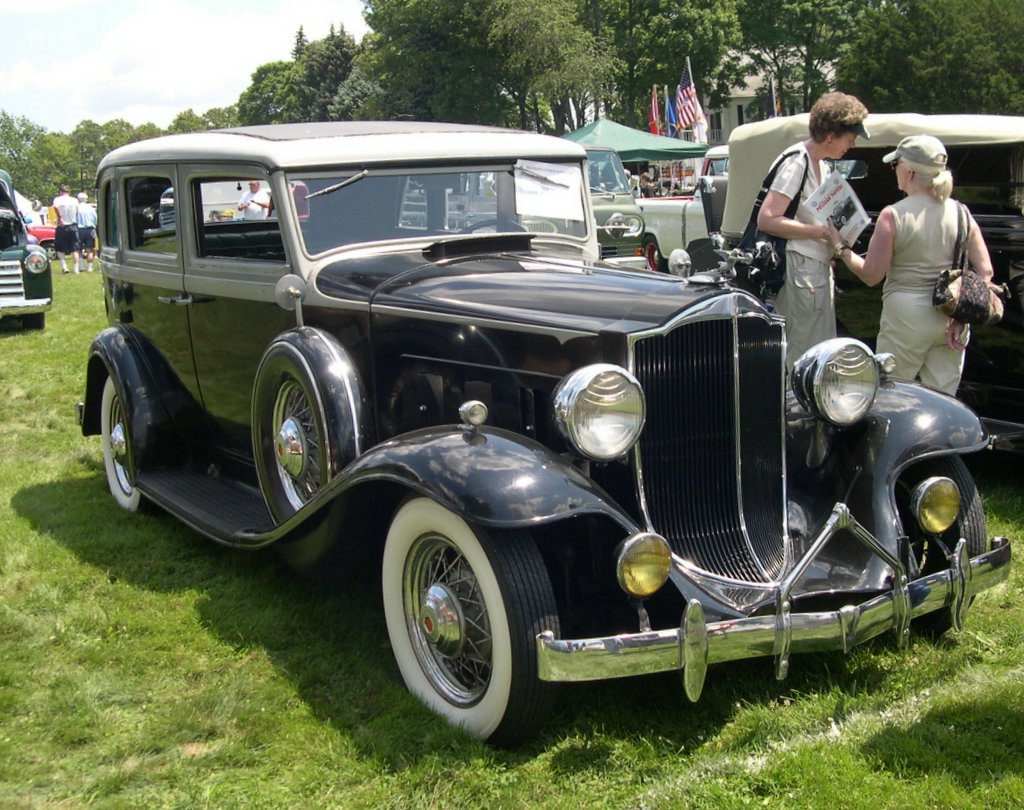
Packard 900 uit 1932

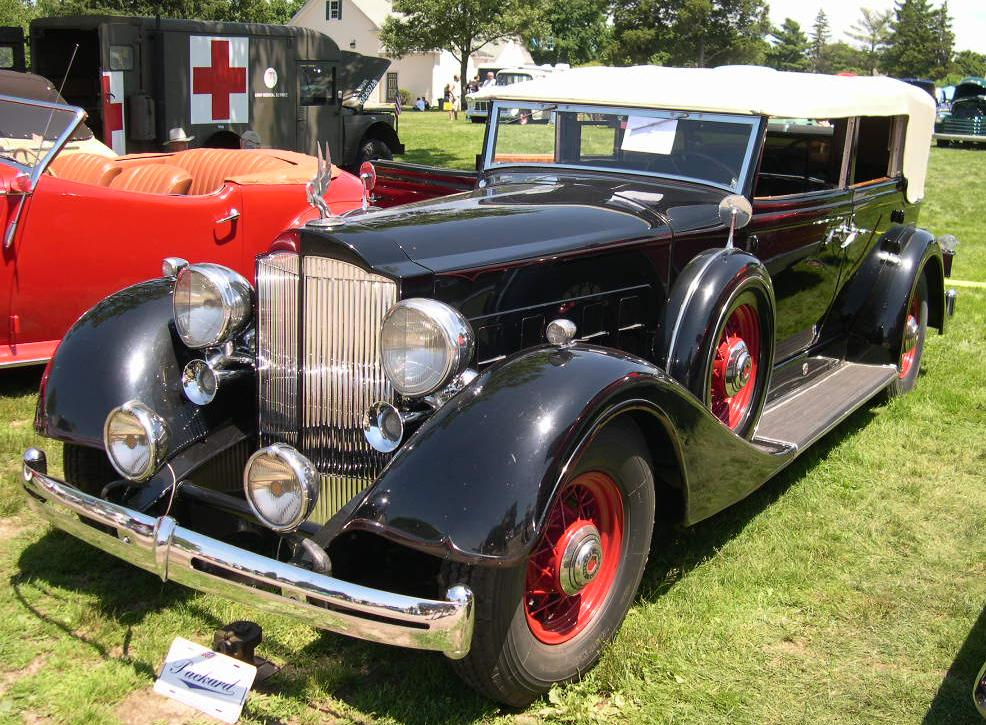
Packard uit 1934

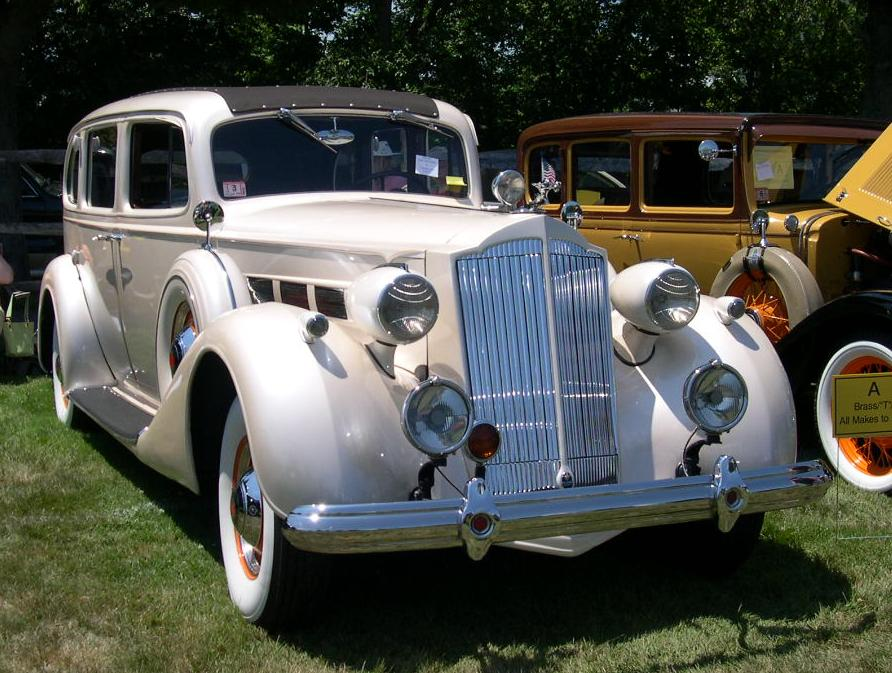
Packard Super Eight uit 1937

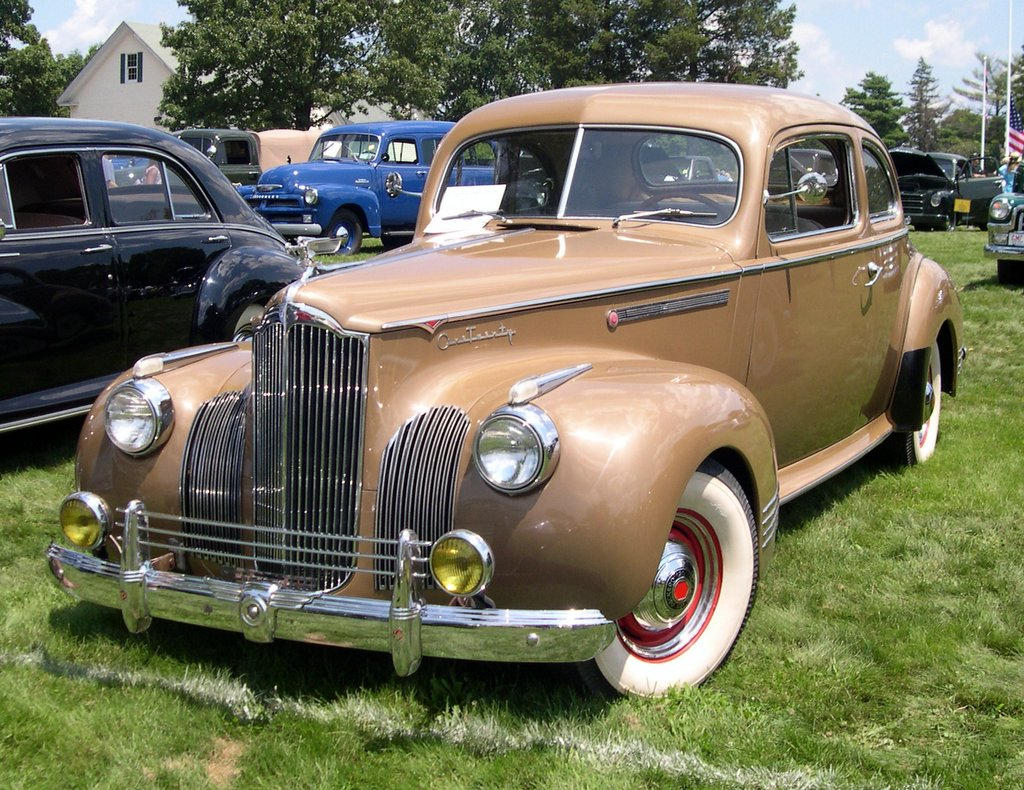
Packard 120 uit 1941

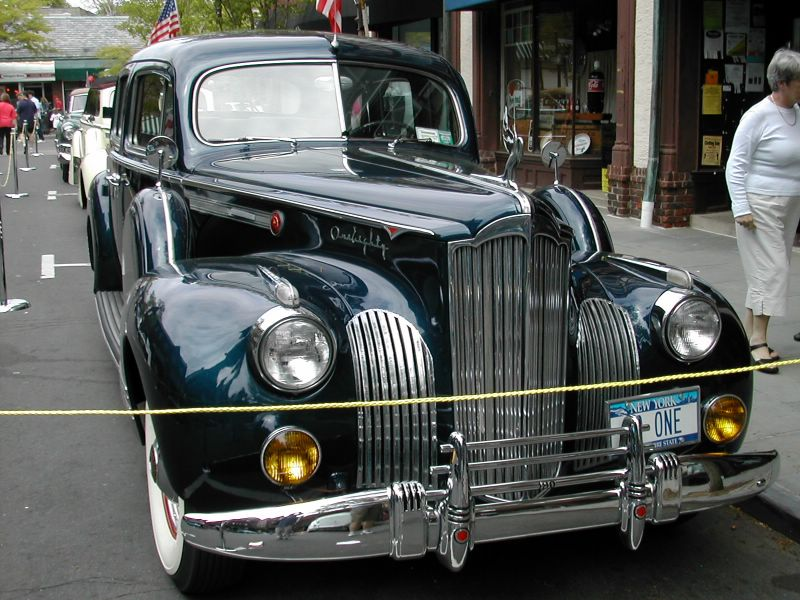
Packard 180 uit 1941

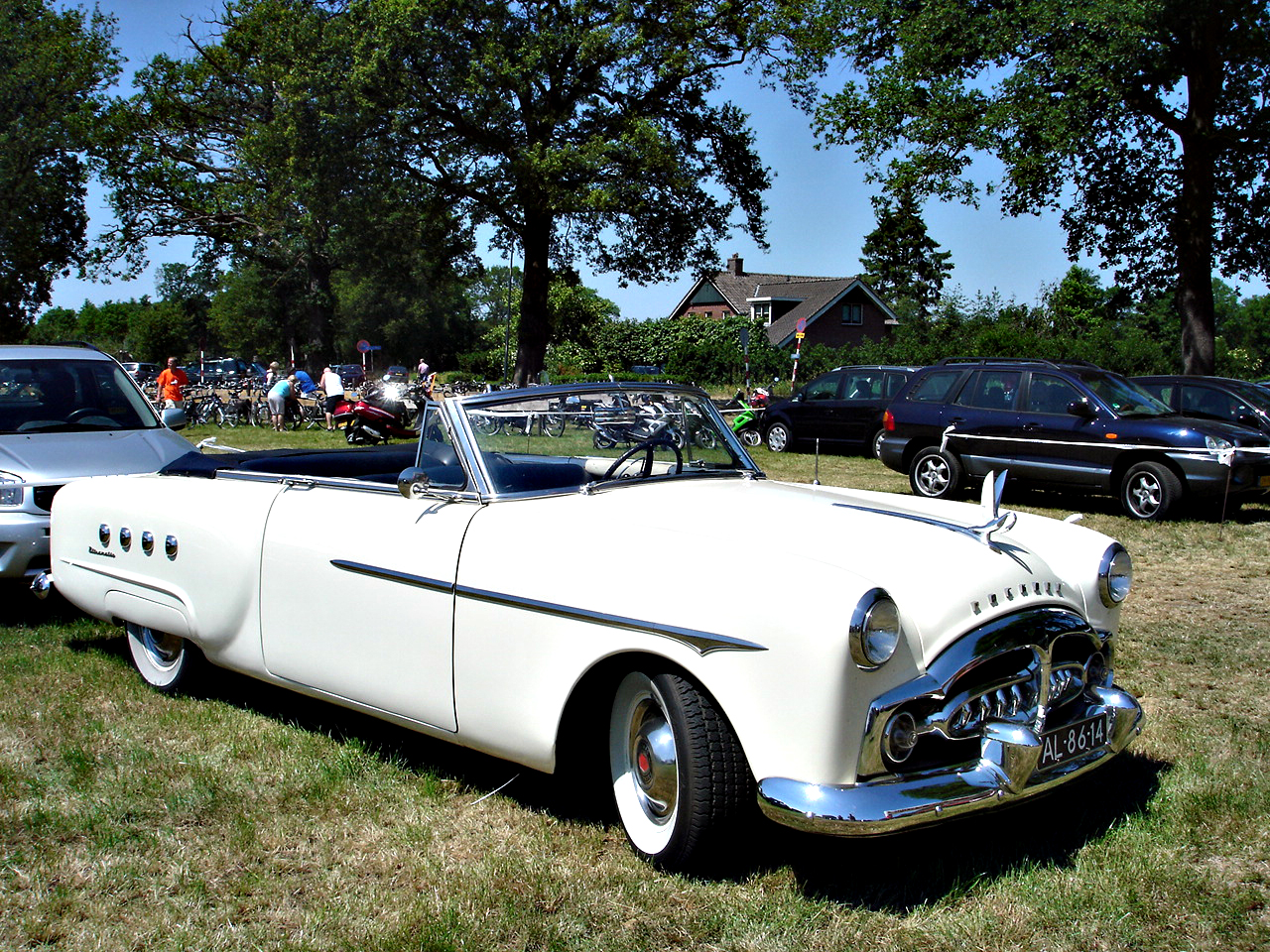
Packard Patrician, Saasveld - Oldtimerdag 2010

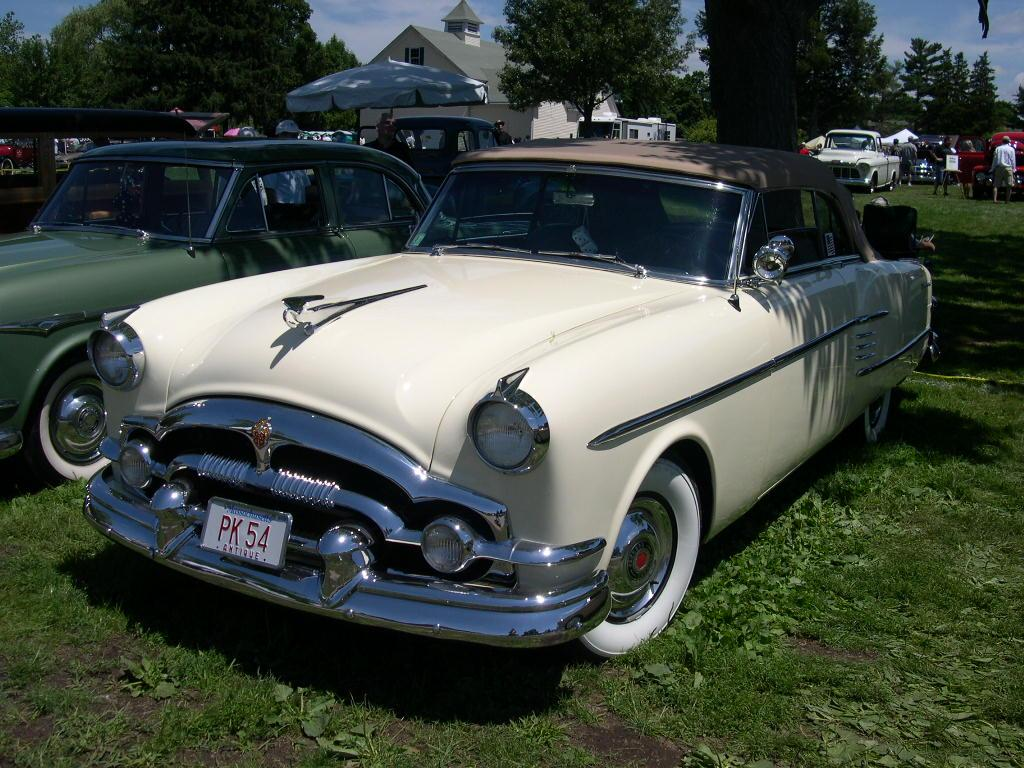
Packard Pacific uit 1954

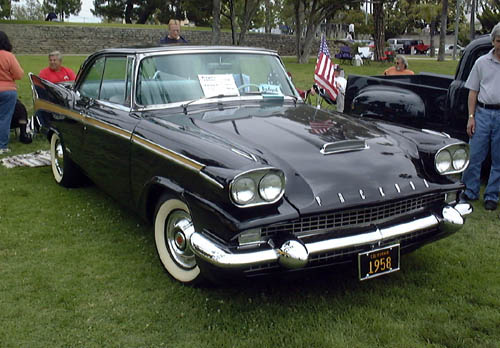
Packard uit 1958

Packard was een merk van luxeauto's uit de Verenigde Staten dat van 1899 tot 1958 bestond. De Packard Motor Car Company was gevestigd in Detroit en fuseerde in 1954 met Studebaker tot Studebaker-Packard. Packard gebruikte een zeer bekende slogan die luidde: Ask The Man Who Owns One, of Vraag het aan hij die er één bezit. Vandaag de dag zijn Packards zeer gezocht door verzamelaars.

## Geschiedenis

### Voorgeschiedenis
In 1898 kocht ingenieur James Packard een Winton, een van de eerste in de VS gebouwde en verkochte auto's. Alexander Winton maakte over het algemeen goede auto's, maar dit exemplaar ging op de eerste rit al stuk. Packard ging ermee terug naar Winton met wie hij in een hoog oplopende ruzie belandde. Uiteindelijk daagde Winton Packard uit om zelf een betere auto te bouwen. Packard ging direct aan het werk.

### Het begin
In 1899 richtte James Packard samen met zijn broer William Packard de Ohio Automobile Company op in hun woonplaats Warren (Ohio). Ook hun eerste model, een één-cilinder, werd dat jaar gelanceerd. De broers wilden betrouwbare voertuigen van hoge kwaliteit bouwen en bewezen die betrouwbaarheid ook in betrouwbaarheidstesten. Het merk kende steeds meer navolging tot in het buitenland waar Packards zelfs gekocht werden door staatshoofden.
Om te kunnen groeien was nieuw kapitaal nodig en dat werd gevonden bij Henry Joy, lid van een rijke familie uit Detroit. Joy had een Packard gekocht en was onder de indruk van de betrouwbaarheid. Hij bezocht de broers Packard en bracht een groep investeerders bij elkaar. Op 2 oktober 1902 werd het bedrijf omgedoopt tot de Packard Motor Car Company met James Packard als president-directeur.

### Groei
Niet veel later verhuisde Packard naar Detroit en werd Henry Joy eerst algemeen manager en later voorzitter van de raad van bestuur. Er werd een nieuwe fabriek van 325.000 m² gebouwd. In 1904 werd de Grey Wolf geïntroduceerd, een racewagen met 4-cilindermotor die verschillende records neerzette. De belangrijkste prestatie was een vierde plaats in de Vanderbilt Cup van 1904. De Grey Wolf werd ook een productiewagen - waarmee Packard een van de eerste Amerikaanse racewagenbouwers werd.
Intussen richtte Packard zich vooral op grote, luxueuze en peperdure limousines. Packard werd die dagen bij de drie P's van de VS gerekend. De andere twee waren Pierce-Arrow en Peerless. Packard kende een groot succes en produceerde in de jaren 1910 en -1920 veel meer auto's dan bijvoorbeeld Cadillac.
Tijdens de Eerste Wereldoorlog begon Packard ook motoren voor schepen en vliegtuigen te bouwen.

### De crisisjaren
In de jaren 1930 veranderde alles. Door de crisisjaren die volgden op de beurskrach van 1929 was de vraag naar luxe-auto's drastisch verminderd en werd de concurrentie in het segment heviger dan ooit tevoren. Op dat moment bouwde Packard V12-motoren in haar topmodellen. Toen Cadillac haar V16 introduceerde verkocht die beter dan Packards V12. Daarbij had Packard geen moederconcern dat haar eventuele verliezen kon compenseren. Cadillac had daarvoor General Motors en Lincoln had Ford.
Om problemen te vermijden introduceerde Packard in 1935 de Packard 120. Het was Packards eerste auto die voor minder dan $1000 te verkrijgen was. De 120 zorgde ervoor dat minder rijke mensen een auto met de status van Packard konden kopen en werd een onmiddellijk succes. De verkoop verdriedubbelde op een jaar tijd.
Toch maakte het bedrijf in die periode een aantal capitale fouten. Zo werd in 1937 de Packard 115C geïntroduceerd met een V6. Die 6-cilinder was op korte termijn wel een succes maar deed op lange termijn geen goed aan Packards reputatie van topmerk. Vlak voor de VS ging deelnemen aan de Tweede Wereldoorlog lanceerde Packard een gloednieuw model, de Packard Clipper. Een paar maanden later lag de productie stil vanwege de oorlog. Als Packard had gewacht tot na de oorlog had de Clipper de eerste naoorlogse auto kunnen zijn. Packard installeerde ook een tweede assemblagelijn. Dit verhoogde de loonkosten en verhoogde de productie van goedkopere middenklassers. De reputatie van het merk ging hiermee verder naar beneden.

### De Tweede Wereldoorlog
In februari 1942 kregen alle Amerikaanse autoconstructeurs opdracht om de autoproductie te staken en aan oorlogsproductie te beginnen. Packard bouwde tijdens de Tweede Wereldoorlog Rolls-Royce Merlin-vliegtuigmotoren in licentie en motoren voor Amerikaanse PT boten. Pas in 1945 kon weer omgeschakeld worden naar auto's.
De oorlogsproductie had Packard een winst van $33 miljoen opgeleverd. Het bedrijf zat in een uitstekende financiële positie en investeerde nog $2 miljoen in de vernieuwing van haar fabriek.

### Na de oorlog
Toen de oorlog was afgelopen besloot Packard alleen de Clipper weer in productie te nemen. Pas in 1948, in dezelfde periode als de andere merken, werd met de Packard Eight een eerste nieuw model geïntroduceerd. De verkopen bleven echter laag, ook al omdat de dure en de goedkopere modellen steeds meer op elkaar gingen lijken. Voor 1951 werden de modellen gerestyled maar de nieuwe stijl werd slecht ontvangen door de kopers.
Toenmalig directeur James Nance wilde Packard herpositioneren als luxemerk. Daarvoor wilde hij de goedkopere modellen afscheiden van de duurdere. Alle goedkopere modellen kregen daarom de modelnaam Clipper mee. Nance wilde van Clipper in 1956 een apart merk maken dat zou gaan concurreren met General Motors' Oldsmobile en Fords Mercury. In 1956 gebeurde dit ook daadwerkelijk, maar het nieuwe merk sloeg niet aan bij het publiek omdat de auto's geen Packards waren. Op verzoek van de dealers kregen de auto's uiteindelijk het opschrift Clipper, by Packard. Clipper haalde het einde van het jaar niet en werd stopgezet.

### Een groot concern
Aan het eind van de jaren 1940 was Packard voor het eerst benaderd door George Mason, directeur van autobouwer Nash. Hij was van mening dat het tijdperk van de onafhankelijke autobouwers ten einde liep en dat deze constructeurs enkel konden overleven als ze samen opgingen in een groot concern als General Motors en Ford. Bij Packard dacht men daar anders over.
Intussen zocht Mason ook andere autobouwers aan en dat leidde in 1954 tot de fusie van Nash en Hudson tot American Motors. Packard veranderde van gedachte en zocht ook een overnamepartner. Die werd uiteindelijk gevonden in Studebaker. Op 1 oktober 1954 fuseerde Packard met Studebaker tot Studebaker-Packard. Juridisch gezien nam Packard Studebaker over.
Packard zag in de fusie mogelijkheden omdat Studebakers een groter dealernetwerk had. Studebaker, dat er slecht voorstond, zag heil in Packards betere financiële situatie. Packards verkopen bleven intussen pover. In 1955 werd dankzij de introductie van Packards eerste V8-motor nog winst gemaakt, maar 1956 was een rampjaar waarin de productie met 80% daalde.
De twee bedrijven, Studebaker-Packard en American Motors, begonnen al samen te werken. In 1955 en 1956 leverde Studebaker-Packard motoren en versnellingsbakken aan American Motors. Het was de bedoeling dat beide bedrijven uiteindelijk zouden fuseren om zo het American-Motors concern te vormen. Een contractgeschil over de samenwerking zorgde ervoor dat dat plan in het water viel en beiden gingen hun eigen weg. American Motors bleef nog tot 1987 bestaan.

### Packardbakers
In juni 1956 werd de productie van Packard stopgezet. In 1957 en 1958 werd een versie van de Studebaker President gelanceerd onder de naam Packard Clipper. De Presidents van 1958 kregen zelfs geen modelnaam meer en werden gewoon onder de merknaam verkocht. De auto's verkochten slecht en konden Packard niet overeind houden. Ze kregen de bijnaam Packardbaker. Intussen was het einde in zicht en begonnen ook de dealers af te haken. In 1956 werd nog een laatste conceptauto gebouwd, de Packard Predictor. Deze was gericht op autoshows en viel goed in de smaak van het publiek. Er waren ook plannen voor een volledig vernieuwde Packard voor 1957, die een volledig nieuwe body zou krijgen. Er werd een prototype gebouwd, de Packard Black Bess, zo genoemd vanwege zijn zwarte lak en zwarte banden. Deze werd na het sluiten van de Packard-fabriek vernietigd.

### Het einde
In 1958 was het gedaan met Packard. In 1962 werd Packard uit de bedrijfsnaam geschrapt die daarop weer Studebaker Corporation luidde. Dat bedrijf ging in 1958 een overeenkomst aan met het Duitse Daimler-Benz om wederzijds voertuigen te verkopen. Studebaker wilde ook een overeenkomst sluiten met het Franse Facel Vega om diens Facel Vega Excellence in de VS te verkopen onder de merknaam Packard, maar dit werd door Daimler-Benz tegengehouden. Studebaker sloot in december 1963 de fabriek in South Bend en zette de productie in Canada voort. In 1966 ging Studebaker failliet.

## Het nieuwe Packard
In 2000 werd een nieuw bedrijf opgericht dat Packard Motor Car Company heet en dat de merknaam Packard registreerde. Momenteel heeft het één prototype gebouwd van een luxewagen met een 8,6 l V12-motor. Die wordt op evenementen tentoongesteld. Er bestaan plannen om hem in productie te brengen.

## Productiecijfers
Packards productiecijfers, waar bekend:

### 1899-1931
- 1899-1900: 49
- 1901: 81
- 1902: 179
- 1904: 250
- 1907: 1403

### 1932-1958
| - 1932: 16.613 - 1933: 4803 - 1934: 8000 - 1935: 31.889 - 1936: 61.027 - 1937: 122.593 - 1938: 55.718 - 1939: 46.405 - 1940: 98.020 - 1941: 72.855 - 1942: 33.776 - 1943: 0 - 1944: 0 - 1945: 0 - 1946: 30.793 - 1947: 51.086 - 1948: 92.251 - 1949: 116.955 - 1950: 42.627 - 1951: 100.713 - 1952: 62.921 - 1953: 90.252 - 1954: 31.291 - 1955: 55.247 - 1956: 10.353 - 1957: 4809 - 1958: 2622 |